# María de la Consolación de Azlor y Villavicencio
María de la Consolación de Azlor y Villavicencio (Girona, 12 de maig de 1775 - Saragossa, 23 de desembre de 1814), coneguda pel títol de comtessa de Bureta, va ser una aristòcrata de família aragonesa. Va néixer a Catalunya quan el seu pare, Manuel de Azlor y de Urries-Gurrea de Aragón, era governador de Girona.
Va distingir-se en la Guerra del Francès en el dos setges de Saragossa, en tasques d'intendència. Posteriorment hagué de refugiar-se a València i posteriorment a Cadis. Acabada la guerra va tornar a Saragossa (1813) on va ser rebuda amb tots els honors i va rebre la visita del rei Ferran VII (1814).